# لیندن (آیووا)
لیندن (به انگلیسی: Linden) شهری در ایالت آیووا کشور ایالات متحده آمریکا است که جمعیت آن در سرشماری سال ۲۰۱۰ میلادی، ۱۹۹ نفر بوده‌است.